# BE Circuit 2022
Der BE Circuit 2022 war die 36. Auflage dieser europäischen Turnierserie im Badminton.

## Die Wertungsturniere
| Termin                       | Turnier                               | Austragungsort      | Typ                     |
| ---------------------------- | ------------------------------------- | ------------------- | ----------------------- |
| 13.–16. Januar 2022          | Estonian International 2022           | Tallinn             | International Series    |
| 20.–23. Januar 2022          | Swedish Open 2022                     | Uppsala             | International Series    |
| 27.–30. Januar 2022          | Ukraine Open 2022                     | Kiew                | International Challenge |
| 27.–30. Januar 2022          | Iceland International abgesagt        | Reykjavík           | Future Series           |
| 2.–5. März 2022              | Slovak Open 2022                      | Trenčín             | Future Series           |
| 10.–13. März 2022            | Portugal International 2022           | Caldas da Rainha    | International Series    |
| 24.–27. März 2022            | Polish Open 2022                      | Arłamów             | International Challenge |
| 7.–10. April 2022            | Dnipro Future Series                  | Dnipro              | Future Series           |
| 13.–16. April 2022           | Dutch International 2022              | Wateringen          | International Series    |
| 5.–8. Mai 2022               | Luxembourg Open 2022                  | Luxemburg           | International Series    |
| 18.–21. Mai 2022             | Slovenia International 2022           | Maribor             | International Series    |
| 26.–29. Mai 2022             | Austrian Open 2022                    | Graz                | International Series    |
| 2.–5. Juni 2022              | Italian International 2022            | Mailand             | International Challenge |
| 9.–12. Juni 2022             | Lithuanian International 2022         | Panevėžys           | Future Series           |
| 9.–12. Juni 2022             | Denmark Masters 2022 verlegt          | Hillerød            | International Challenge |
| 15.–18. Juni 2022            | Bonn International 2022               | Bonn                | Future Series           |
| 20.–23. Juni 2022            | Croatia Open 2022                     | Dubrovnik           | Future Series           |
| 23.–26. Juni 2022            | Nantes International 2022             | Rezé                | International Challenge |
| 6.–10. Juli 2022             | St. Petersburg White Nights abgesagt  | Gattschina          | International Challenge |
| 25.–28. August 2022          | Nouvelle-Aquitaine Future Series 2022 | Pessac              | Future Series           |
| 31. August–4. September 2022 | Latvia International 2022             | Jelgava verlegt     | Future Series           |
| 8.–11. September 2022        | Ukraine International 2022            | Charkiw             | International Series    |
| 12.–15. September 2022       | Spanish International 2022            | Blanca Dona verlegt | International Challenge |
| 14.–17. September 2022       | Belgian International 2022            | Löwen               | International Challenge |
| 22.–25. September 2022       | Polish International 2022             | Lublin              | International Series    |
| 28.-1. Oktober 2022          | Finnish Open 2022                     | Vantaa              | International Challenge |
| 29.-2. Oktober 2022          | Croatian International 2022           | Zagreb              | Future Series           |
| 6.–9. Oktober 2022           | Bulgarian International 2022          | Sofia               | Future Series           |
| 12.–16. Oktober 2022         | Dutch Open 2022                       | Almere              | International Challenge |
| 13.–16. Oktober 2022         | Cyprus International 2022             | Nicosia             | Future Series           |
| 20.–23. Oktober 2022         | Czech Open 2022                       |                     | International Series    |
| 26.–29. Oktober 2022         | Israel International 2022             | Chazor Aschdod      | Future Series           |
| 2.–5. November 2022          | Hungarian International 2022          | Budaörs             | International Series    |
| 10.–13. November 2022        | Norwegian International 2022          | Sandefjord          | International Series    |
| 16.–19. November 2022        | Irish Open 2022                       | Dublin              | International Challenge |
| 24.–27. November 2022        | Slovenia Future Series 2022           | Brežice             | Future Series           |
| 8.–11. Dezember 2022         | Malta Future Series 2022              | Cospicua            | Future Series           |
| 19.–22. Dezember 2022        | Turkey Open 2022                      | Ankara              | International Series    |